# لامسة

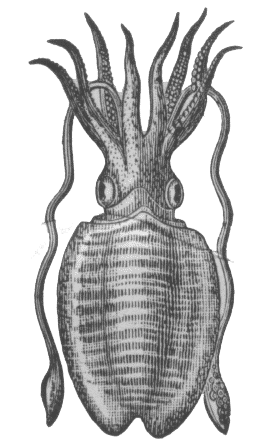
حبار ذو لامستين و ثمانية أذرع

اللامسة أو المِجَسَّة أو لوامِسُ في علم الحيوان هي عضو مرن متحرك طويل موجود في بعض أنواع الحيوانات وخاصة من اللافقاريات. تمتلك هذه الحيوانات زوجًا أو أكثر منها. تعمل اللوامس من الناحية التشريحية عملَ العضلة المُقادة بالسوائل (هِدْرُلِكِيَّة). معظمها يستخدم للإمساك والتغذية. العديد منها أعضاء حسية تستجيب بشكل مختلف للمس أو الرؤية أو الروائح أو الأطعمة أو تهديدات معينة. ومن الأمثلة على عليها العيون لأنواع مختلفة من الحلزونات. بعض أنواع المجسات لها وظائف حسية وحركية.
اللامسة تشبه الذؤابة لكن الذؤابة هي عضو يفتقر إلى قوة اللامسة أو حجمها أو مرونتها أو حساسيتها. النوتي لديه ذؤابة أما الحبار له لوامس.

## معرض الصور

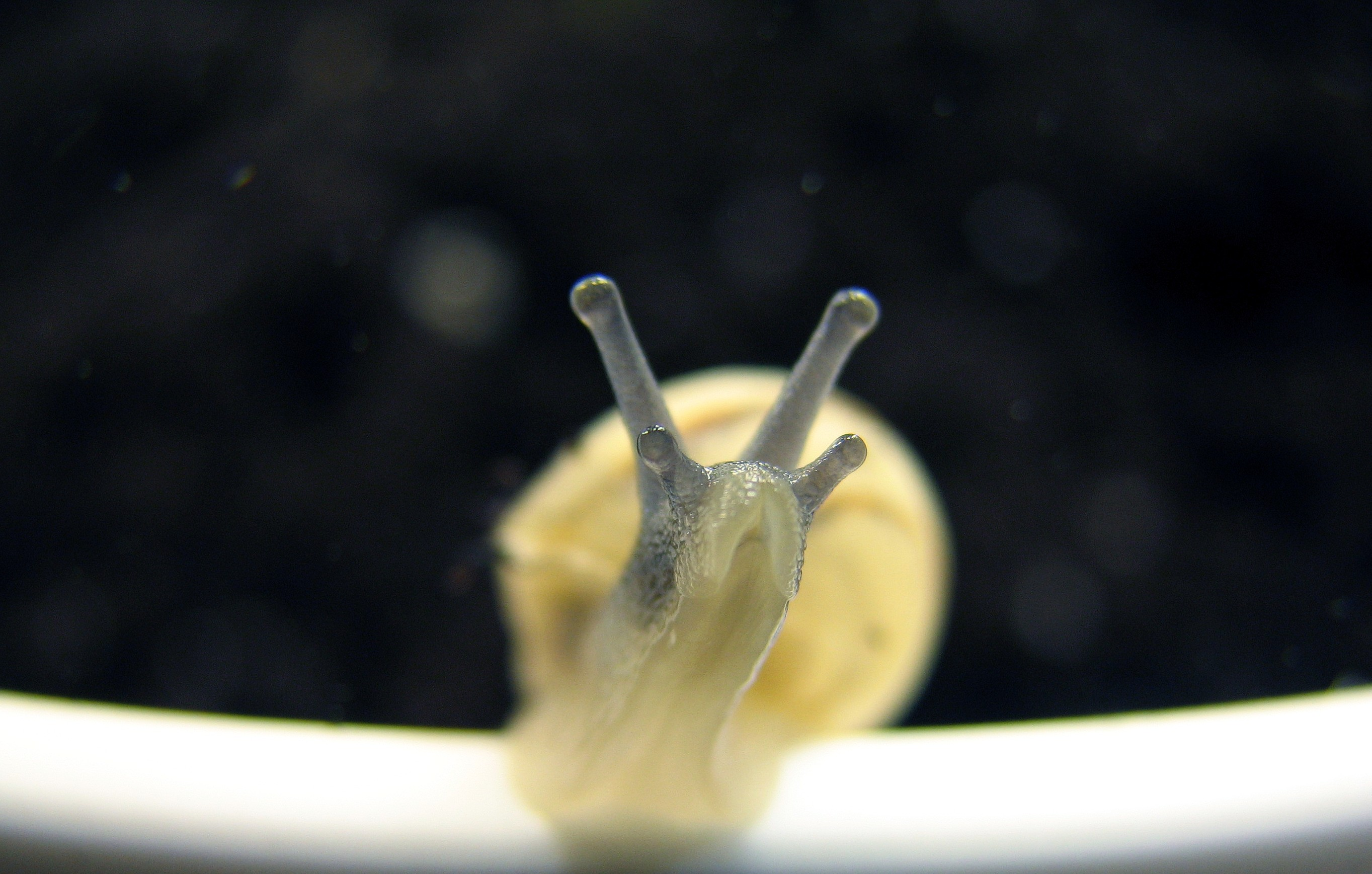
منظر أمامي لحلزون أرضي يظهر مجموعات علوية وسفلية من المجسات
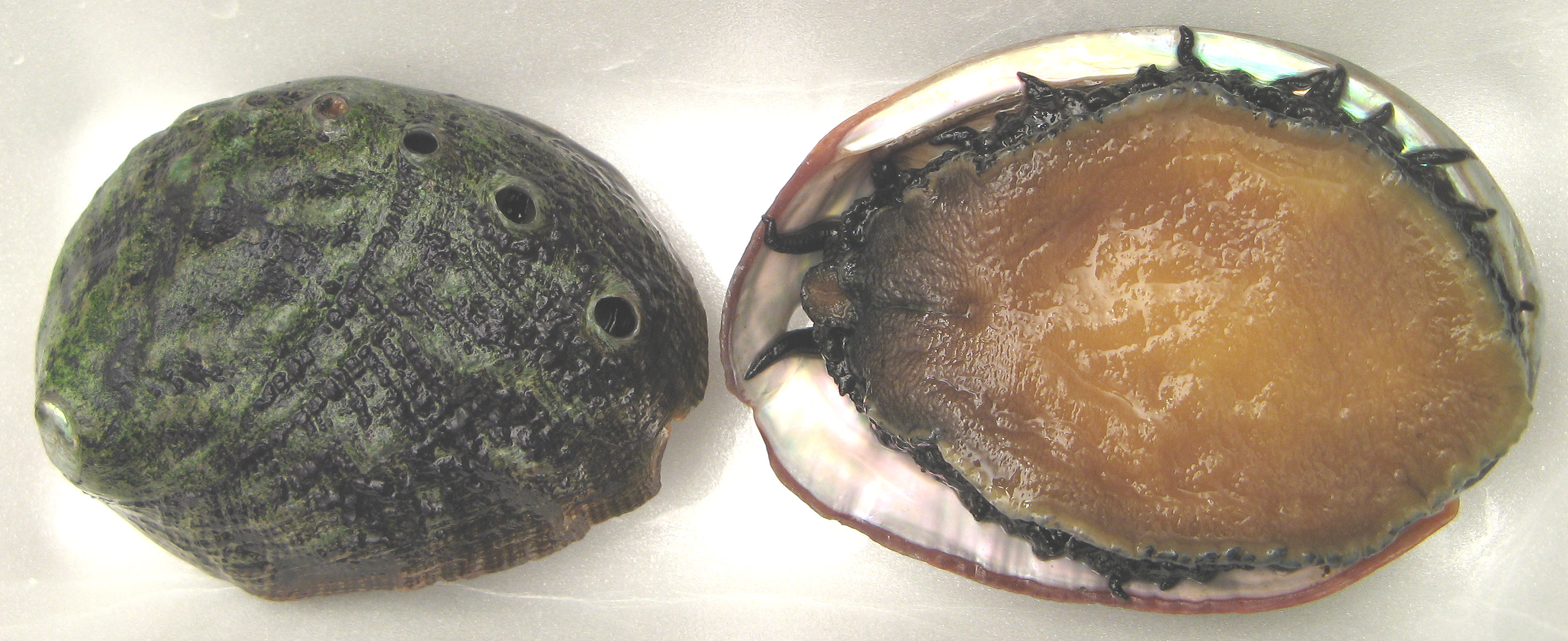
أذن البحر تظهر لوامسًا
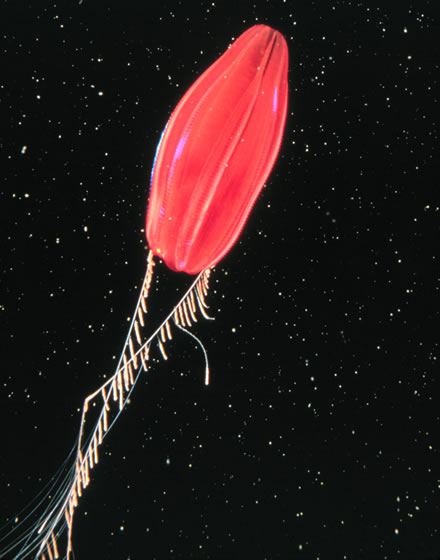
مجسات متدلية في أعماق البحار لأحد أنواع المشطيات